# Автошлях E843
Європейський маршрут E843 — європейський автомобільний маршрут категорії Б, що проходить по території Італії і з'єднує міста Барі і Таранто.

## Маршрут
Весь шлях проходить через такі міста:
- Італія
  - E55 Барі
  - E90 Таранто